# هیکارو گنجی
هیکارو گنجی (به ژاپنی: 光源氏 Hikaru Genji)، قهرمان داستان مهم ادبیات ژاپن نوشته موراساکی شیکیبو در دوره هی‌آن به نام رمان داستان گنجی است. روایت او را به عنوان یک مرد فوق‌العاده زیبا و نابغه توصیف می‌کند. «هیکارو گنجی» شخصیت اصلی «داستان گنجی» است. او همچنین به عنوان روکوجو-این (Rokujoin) نامیده می‌شود، که گاهی به عنوان اختصار این (In) نامیده می‌شود. خاندان میناموتو یا «خاندان گنجی» یک نام خانوادگی اشرافی است که از خانواده سلطنتی منشعب شده است.
به‌طور ضمنی گفته می‌شود که هیکارو گنجی بسیار جذاب و با استعداد بود و به راحتی در سنین جوانی مورد توجه و لطف اطرافیان خود قرار می‌گرفت، موراساکی شیکیبو در توصیف ویژگی‌های عالی هیکارو نوشت: «می‌ترسم که بازگو کردن همه فضایل او باعث این گمان شود که من حقیقت را تحریف می‌کنم.» گفته می‌شود ظاهر او دارای ویژگی‌های مطلوبی بود مانند پوست صاف سفید و خوش‌پوشی که شهرت و محبوبیت او را افزایش می‌داد. از ۵۴ فصل داستان، او از فصل اول، «کیریتسوبو» تا فصل چهل و یکم، «مابوروشی» (توهم) ظاهر می‌شود. قسمت اول داستان بر زندگی عاشقانه هیکارو و پیشرفت او به عنوان یک درباری متمرکز است و در قسمت دوم هیکارو که از کهولت سن خود آگاه است، با اشتباهات گذشته و خیانت همسر جوانش دست و پنجه نرم می‌کند.
گمان می‌رود که در حالی که او خیالی و ساختگی است، از شخصیت‌های تاریخی واقعی، از جمله میناموتو نو تورو، که نوه امپراتور ساگا بود، الهام گرفته شده باشد. همچنین گفته می‌شود که فوجیوارا نو میچیناگا، الگوی هیکارو گنجی است. او قدرتمندترین فرد در زمان خود و کسی است که دوران شکوفایی خاندان فوجیوارا را ساخته است. همچنین از میناموتو نو تاکاآکیرا به عنوان یکی از افرادی که ممکن است الگو و مدل هیکارو گنجی در داستان گنجی باشد، نامبرده شده است. پدر میناموتو نو تاکاآکیرا، امپراتور دایگو بود، اما مادرش زنی پایین‌رده به نام کویی بود، بنابراین او به مقام رعیت تنزل یافت و نام خانوادگی «میناموتو» را برگزید. به نظر می‌رسد که میناموتو نو تاکاآکیرا فردی با استعداد بود که از نظر دانش سرآمد بود و به سیاست و آداب و رسوم تشریفاتی اشراف داشت. او به سرعت به شهرت رسید و به مقام وزیر چپ رسید و مقام مهمی به عنوان رعیت ارشد امپراتور به او داده شد. هیکارو گنجی نیز از نوادگان امپراتور بود که به عنوان تابع به نام خانوادگی میناموتو از خانواده امپراتوری جدا شد. با نگاهی به این موضوع، می‌توان گفت که هیکارو گنجی و میناموتو نو تاکاآکیرا، حتی با توجه به تحصیلات و حرفه‌های درخشانشان، شبیه هم هستند.

## زندگی هیکارو گنجی در داستان گنجی
تقسیم داستان به سه قسمت معمول است و این مقاله از آن رسم پیروی می‌کند، اما این تقسیم‌بندی در نسخه اصلی داستان که توسط موراساکی نوشته شده است، به صراحت بیان نشده است. داستان گنجی داستانی است که ۷۰ سال را در بر می‌گیرد و فرزندان و نوه‌های شخصیت اصلی هیکارو گنجی را حتی پس از مرگ او نشان می‌دهد. دو قسمت اول داستان که هیکارو در آن نقش دارد از جلد اول «کیریتسوبو» تا جلد چهلم و یکم «مابوروشی» (توهم) را در بر می‌گیرد.

### بخش اول
از فصل «کیریتسوبو» تا فصل ۳۳ «فوجی اوراها»
هیکارو گنجی دومین پسر «امپراتور کیریتسوبو» توسط همسر از نظر طبقاتی بسیار پایین‌تر او، کیریتسوبو کویی (کیریتسوبو سارای) بود او حتی از دوران کودکی دارای زیبایی و نبوغ بی‌همتا بود و به او لقب «شاهزادهٔ درخشان» داده بودند. کیریتسوبو کویی از حسادت و آزار و اذیت سایر همسران «امپراتور کیریتسوبو» رنج می‌برد و از نظر جسمی و روانی بیمار شد، و زمانی که او تنها سه سال داشت درگذشت.
پیگیری آرمانی زنانی که به مادر متوفی او شباهت داشتند، عنصر مهمی است که بسیاری از فعالیت‌های عاشقانه بعدی او را هدایت می‌کند.
امپراتور کیریتسوبو ابتدا در نظر داشت که هیکارو گنجی را ولیعهد کند، اما چون او حمایت خانواده مادرش را نداشت و پیش‌بینی می‌شد در صورت به تخت نشستن او، یک ناآرامی و شورش رخ دهد بنابر این به او نام خانوادگی خاندان میناموتو (خاندان گنجی) را داد و او را از خاندان امپراتوری خارج کرد.
«اوتسوسمی»، همسر معاون آیو و نامادری فرماندار کی، به‌عنوان اولین زن دربار گنجی در داستان به یاد ماندنی است و همچنین، به عنوان اولین کسی که در برابر او مقاومت می‌کند، هیکارو چون نمی‌تواند به اوتسوسمی برسد، با کوگیمی کوچک رابطه برقرار می‌کند. کوگیمی برادر کوچکتر اوتسومی است. گنجی «پسربچه را جذاب تر از خواهر سردش می‌یابد» و به عنوان جایگزینی برای او. این قسمت تنها اشاره آشکار به همجنس‌گرایی در داستان را تشکیل می‌دهد.
گنجی، نامادری خود، بانو فوجیتسوبو (نامادری هیکارو که ۵ سال بزرگتر بود)، همسر مورد علاقه امپراتور کیریتسوبو را به دلیل شباهت بسیار او به مادر مرده خود کیریتسوبو، می‌پرستید، و همین شباهت نیز دلیلی بود که امپراتور کیریتسوبو را مجبور به ورود به دربار خود کرد. در نتیجه عشق ممنوع فوجیتسوبو و هیکارو گنجی، او پسری به دنیا آورد که بعدها «امپراتور ری‌زی» نامیده شد. گنجی در سن ۱۹ سالگی بود، اما تقریباً هیچ‌کس حقیقت تولد ری‌زی را نمی‌دانست و کودک به عنوان یک شاهزاده و پسر امپراتور کیریتسوبو بزرگ شد.
او در طول زندگی خود دو همسر اصلی به معنای قانونی داشت، در سن ۱۲ سالگی با بانو آئویی نو اوئه دختر وزیر چپ که چهار سال از او بزرگتر بود، ازدواج کرد. پذیرش هیکارو گنجی که از او کوچکتر بود و با زنان دیگر معاشقه می‌کرد دشوار بود و بین این زوج فاصله وجود داشت، اما ۱۰ سال بعد او با خوشحالی باردار شد. هیکارو گنجی با دیدن او که از بیماری صبحگاهی رنج می‌برد، شروع به احساس محبت نسبت به آئویی می‌کند و رابطه آنها که سرد شده بود تغییر می‌کند. با این حال، آئویی گامی توسط روح معشوقه اول هیکارو گنجی، بانو روکوجو (六条御息所) تسخیر شد و پس از تولد «یوگیری» درگذشت.
همسر بعدی گنجی موراساکی نو اوئه (بانو موراساکی) بود. اگرچه آنها اقدامات رسمی برای ازدواج انجام نداده بودند، اما عملاً او به عنوان همسر هیکارو شناخته می‌شد و در عمارت هیکارو اقامت داشت. موراساکی نو اوئه یا «بانو موراساکی» برادرزاده فوجیتسوبو (نامادری هیکارو) بود و مادربزرگش او را بزرگ کرده بود. هنگامی که هیکارو ۱۸ ساله برای درمان تب از کیتایاما (کیتا-کو، شهر کیوتو) بازدید کرد تا از سوزو (یک راهب) برای درمان تب دعا بگیرد. او دختری را دید که در سن ۱۰ سالگی بود و شباهت زیادی با فوجیتسوبو داشت. قبل از اینکه پدر واقعی او را به عمارت خود ببرد، موراساکی را ربوده و خود او را بزرگ کرد. هیکارو که مجذوب ظاهر پاک و معصوم او شده بود، از ابتدا تا انتها رؤیای بزرگ کردن موراساکی را به دلخواه خود می‌بیند. «برای زنان خوب است که رفتار نرمی داشته باشند» و «اگر شوهرت برای دیدن زن دیگری بیرون رفت، هیاهو و کنایه به پا نکن» و به او یاد داد که زنی باشد که هیکارو دوستش دارد. از نظر موراساکی، هیکارو کسی است که می‌تواند به او اعتماد کند، زیرا او خوش قیافه، خوش صحبت، مهربان است و پول زیادی دارد و بنابر این هر آنچه را که به او آموزش داده می‌شود را مطیعانه یادمی‌گیرد.
پس از مرگ نخستین همسر قانونی هیکارو، (آئوی نو اوئه)، هیکارو (۲۲ ساله) و موراساکی (۱۴ ساله) برای اولین بار با هم قرار گرفتند و زندگی زناشویی را آغاز کردند. همچنین همان‌طور که از نام «اوئه» مشخص است، هم گنجی و هم اطرافیانش با او به عنوان همسر قانونی گنجی رفتار می‌کردند، اما او عنوان سی‌شیتسو (همسر اصلی) یا عنوانی که در آن زمان مرسوم بود، کیتاماندوکورو را نداشت.
بانو موراساکی ظاهر و پس‌زمینه‌ای بی‌نقص داشت، اما تنها مشکلش این بود که توانایی فرزندآوری نداشت. زمانی که تصمیم بر این شد که «اونّا سان نومیا» با هیکارو گنجی ازدواج کند، او از نداشتن موقعیت همسر قانونی و نداشتن قیم و همچنین به دلیل روابط هیکارو با زنان دیگر در رنج بود که باعث بیماری او شد.
گنجی روابط عاشقانه زیادی داشت. مخالفان سیاسی گنجی قبل از اخراج رسمی به سوما در ولایت هاریما نقل مکان کردند.
در ولایت هاریما، بانو آکاشی را ملاقات کرد و از او صاحب یک دختر شد. پس از دعوت به بازگشت به میاکو (امروزه کیوتو) او بانو آکاشی و کودک را ترک کرد و به کیوتو بازگشت.
پس از بازگشت گنجی به کیوتو، نابرادری‌اش، امپراتور سوزاکو به نفع ولیعهد (ری‌زی) که در واقع پسر گنجی و فوجیتسوبو بود، کناره‌گیری کرد، اما ری‌زی به‌طور اتفاقی راز تولد خود را فهمید و خواست به نفع پدر واقعی اش، گنجی، کناره‌گیری کند. با این حال، این امر غیرممکن بود و در عوض به پدرش بهترین رتبه تقریباً برابر با همان رتبه که امپراتوری که از سلطنت کنار رفته بود، را داد. پس از رسیدن به این مقام عالی، گنجی روکوجو-این (六条院) نامیده می‌شد، نامی که از عمارت او گرفته شده است.
گنجی می‌خواست تنها دخترش (دختر آکاشی) ملکه بعدی شود. او بانو آکاشی و کودک (معروف به شاهدخت آکاشی، 明石の姫君) را به کیوتو دعوت کرد. بانو موراساکی نو اوئه این دختر را به فرزندی پذیرفت و او را بزرگ کرد. این دختر بعداً همسر ولیعهد و در نهایت ملکه شد.
علاوه بر همسران قانونی او، داستان گنجی همچنین شامل بسیاری از زنان دیگری است که با هیکارو گنجی رابطه صمیمانه داشتند. او همچنین سه نفر را به فرزندخواندگی خود پذیرفت.

### بخش دوم

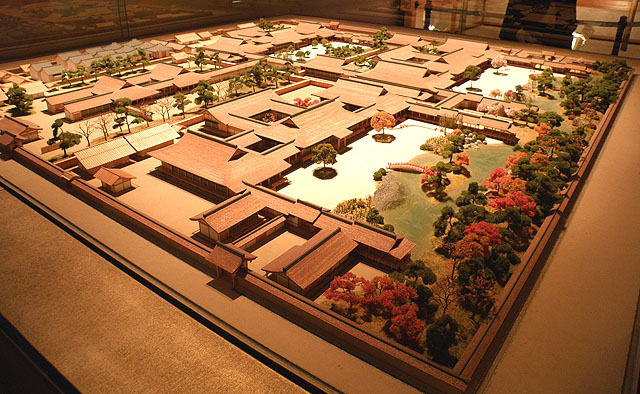
مدل بازسازی شده اقامتگاه هیکارو به نام روکوجو- این در موزه داستان گنجی در کیوتو

از فصل ۳۴ «واکانا. قست اول» تا فصل ۴۱ «مابوروشی» (توهم)
در سن چهل سالگی، او با برادرزاده‌اش «اونّا سان نومیا»، که دختر برادر ناتنی بزرگ‌ترش امپراتور سوزاکو (朱雀帝) بود، ازدواج کرد. در نتیجه موراساکی از موقعیت خود در عمارت روکوجو-این کنار گذاشته شد.
مادر «اونّا سان نومیا»، خواهر ناتنی فوجیتسوبو بود، از این رو او خواهرزاده فوجیتسوبو بود. «اونّا سان نومیا»، همسر اصلی و قانونی دوم او، ۲۵ سال از هیکارو گنجی کوچکتر بود. سوزاکو از هیکارو گنجی نظرش را دربارهٔ ازدواج با دخترش پرسید. هیکارو گنجی این پیشنهاد را پذیرفت زیرا او هم خواهرزاده معشوقش فوجیتسوبو و هم یک شاهزاده خانم امپراتوری بود، اما وقتی با او ازدواج کرد، از اینکه شباهت چندانی به فوجیتسوبو ندارد و اینکه رفتارش بسیار بچه‌گانه بود، در نتیجه عشق او به موراساکی نو اوئه بیش از هر زمان دیگری افزایش یافت.
کاشیواگی (柏木)، دوست پسر او یوگیری (夕霧ゆうぎり) و پسر دوست هیکارو «تونوچوجو» (頭中将) بود، او هوس «اونّا سان نومیا»، را داشت و حتی پس از ازدواجش با گنجی به دنبال عشق او بود. سرانجام او وارد روکوجو-این شد و به او تجاوز کرد. در نتیجه پسری به دنیا آمد که نام او را کائورو گنجی گذاشتند. گنجی بعداً این راز را کشف کرد و عصبانی شد، اما سرانجام متوجه شد که این همان کاری بود که با پدرش کرده بود و این را مجازاتی در قبال خیانت گذشته خود به پدر و امپراتورش در نظر گرفت. او تصمیم گرفت راز تولد این پسر را حفظ کند و او را به عنوان فرزند واقعی و سوم خود تربیت کند.
برای موراساکی، زندگی به راحتی نمی‌گذشت زیرا با ازدواج هیکارو با زنی جوانتر با موقعیت اجتماعی بالاتر از خودش، از موقعیت همسر قانونی محروم شده بود. بانو موراساکی از نظر جسمی و روحی ضعیف شد و اگرچه اقدام به درمان کرد اما نتوانست به‌طور کامل بهبود یابد و چندین سال بعد درگذشت. هیکارو گنجی که کاملاً به او وابسته بود، خود را به خاطر عدم توجه به مشکلات موراساکی سرزنش می‌کرد و برای مدت طولانی بسیار اندوهگین بود و ماتم داشت.
در سال‌های آخر هیکارو گنجی بدبخت و افسرده بود، زیرا او زنی را که دوست داشت را فقط به خاطر انگیزه‌های طمع خود از دست داد. هیکارو گنجی دو یا سه سال پس از مرگ موراساکی گامی درگذشت.
پس از مرگ هیکارو، «اونّا سان نومیا»، راهب شد و خود را در ساگا (嵯峨さが) مخفی کرد.